# Paweł Kieszek
Paweł Kieszek (Varsavia, 16 aprile 1984) è un calciatore polacco, portiere del Pogoń Grodzisk Mazowiecki.

## Palmarès

### Club

#### Competizioni nazionali
- Campionato portoghese: 1

Porto: 2010-2011
- Coppa di Portogallo: 1

Porto: 2010-2011

#### Competizioni internazionali
- UEFA Europa League: 1

Porto: 2010-2011